# Poder Executivo do Brasil
O Poder Executivo do Brasil é um dos três poderes exercidos pelo Estado brasileiro. É o conjunto de autoridades públicas às quais a Constituição Federal atribui a função administrativa. 
O Poder Executivo Federal do Brasil é regulado pela Constituição Federal nos seus artigos 76 a 91. Desde 1891, o poder executivo federal é desempenhado pelo Presidente da República. Este é eleito por voto popular direto em eleição de primeiro ou segundo turno. É, também, sucedido, em seus impedimentos, pelo vice-presidente da república. Cooperam com o chefe do executivo os ministros de Estado, por ele indicados.
No âmbito estadual, o poder executivo é desempenhado pelo governador. Este é sucedido, em seus impedimentos, pelo vice-governador, e assessorado por seus secretários estaduais.
No âmbito municipal, o poder executivo é desempenhado pelo prefeito. Este é sucedido, em seus impedimentos, pelo vice-prefeito, e assessorado pelos secretários municipais. As unidades federativas estão divididas em municípios. A sede de cada município recebe sua denominação e possui oficialmente a condição de cidade. Eleições de segundo turno existem apenas naqueles municípios que tenham mais de 200 mil eleitores.

## Fundamentos
Segundo os princípios da soberania popular e da representação, o poder político pertence ao povo. É exercido em nome deste por órgãos constitucionalmente definidos (artigo. 1.º, parágrafo único). Para tanto, a Constituição Federal constitui três Poderes, o Legislativo, o Executivo e o Judiciário, independentes e harmônicos (artigo. 2.º). O sistema de governo do Brasil é uma república federativa presidencialista, sendo o país dividido em 26 estados e um Distrito Federal. A constituição vigente, a oitava a partir da independência, fora assinada no dia 5 de outubro de 1988.

## Poder Executivo Federal
No Brasil, o Poder Executivo Federal, também chamado de Governo Federal, é o Poder Executivo no âmbito da União, a esfera federal do Estado brasileiro. A Administração Federal é a estrutura de administração pública correspondente no Governo do Brasil.
De acordo com o que determina o artigo 78 da Constituição do Brasil de 1988, o Poder Executivo Federal é desempenhado pelo Presidente do Brasil, assessorado pelos Ministros de Estado.
A organização do Poder Executivo Federal abrange também o Gabinete de Segurança Institucional, a Casa Civil e diversos órgãos de auxílio.

## Poder Executivo Estadual
O poder executivo estadual é desempenhado pelo governador do estado, assessorado pelos secretários estaduais. Para ser governador de estado é necessário ser brasileiro com mais de 30 anos, encontrar-se no exercício de direitos políticos e eleger-se por intermédio de partido político. As mesmas exigências são cobradas de um candidato a vice-governador. Ambos se elegem para um mandato de quatro anos, respeitando-se na eleição as mesmas normas eleitorais para presidente da República. Apesar disso, um candidato a governador só será eleito no segundo turno da eleição, se nenhum dos candidatos conseguir na primeira votação a maioria absoluta dos votos válidos. (artigo 28)

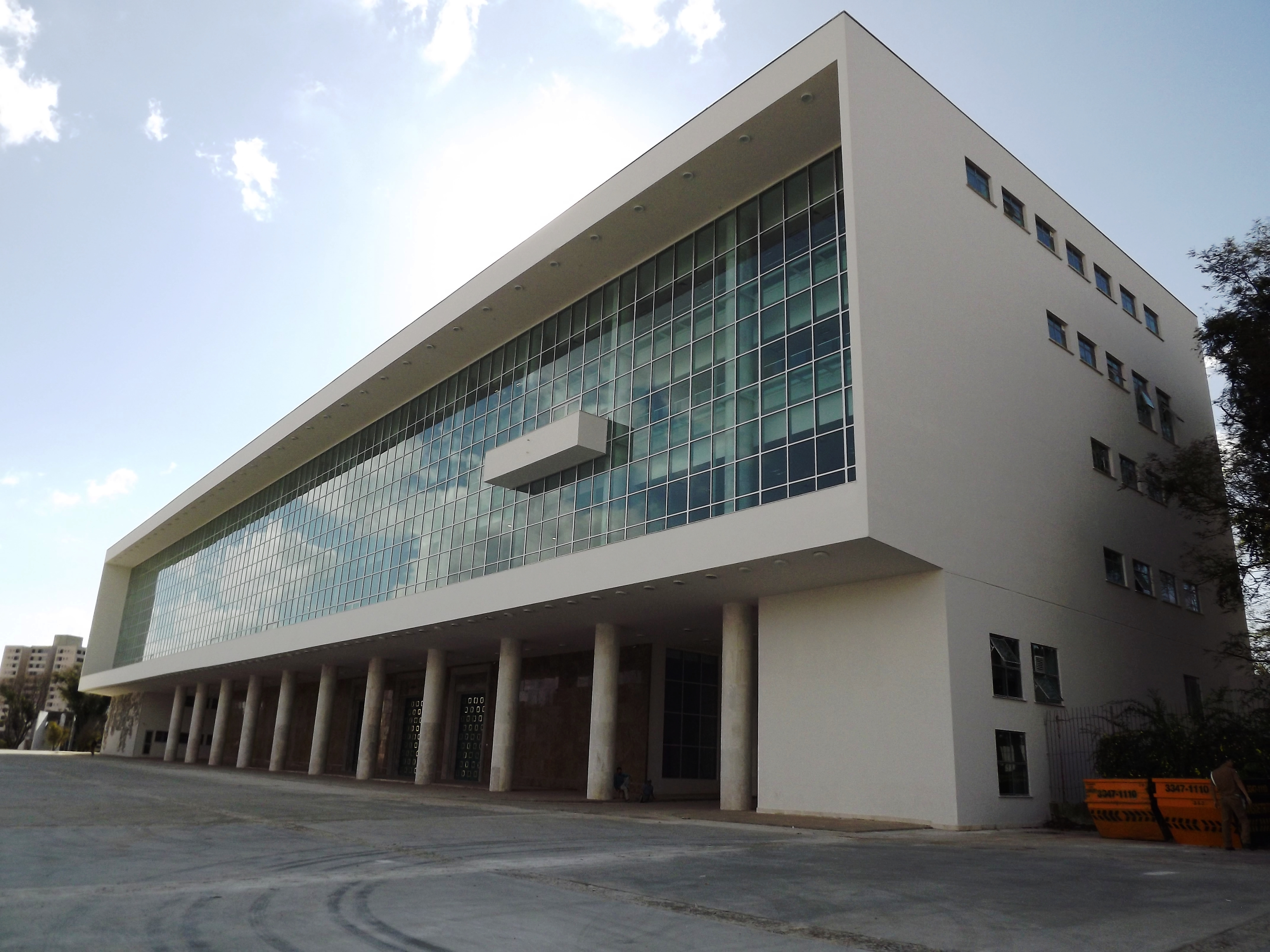
O Palácio Iguaçu, em Curitiba, é a sede do governo do Paraná de 1953 a 2007 e a partir de 18 de dezembro de 2010.

A responsabilidade do governador é determinada na constituição estadual, observadas as normas da federal, e conforme a estrutura do Executivo da União.
Escolhidos nas eleições estaduais em 2022, os atuais governadores assumiram em 1.º de janeiro de 2023.
Para assessorá-lo na gestão, o governador dispõe dos secretários de Estado, livremente indicados e demitidos por ele. A quantidade de secretários oscila de estado a estado e suas competências equivalem, ao nível estadual, às atribuições dos ministros de Estado.
Para a defesa da ordem e da segurança, os estados possuem o serviço de policiamento. Este é organizado em Polícia civil e Militar; estatutos especiais controlam a estrutura e as funções de cada uma. (artigo 144)
Também na esfera estadual, o Executivo estrutura, ao lado do Poder Judiciário, o Ministério Público. Este é liderado pelo procurador-geral do estado, desempenhado pelos procuradores e os promotores de justiça. Sua organização e funcionamento, semelhantes aos do Ministério Público da União, são determinados pela Constituição estadual e leis complementares. (art. 128, par. 3.º)

## Poder Executivo Municipal

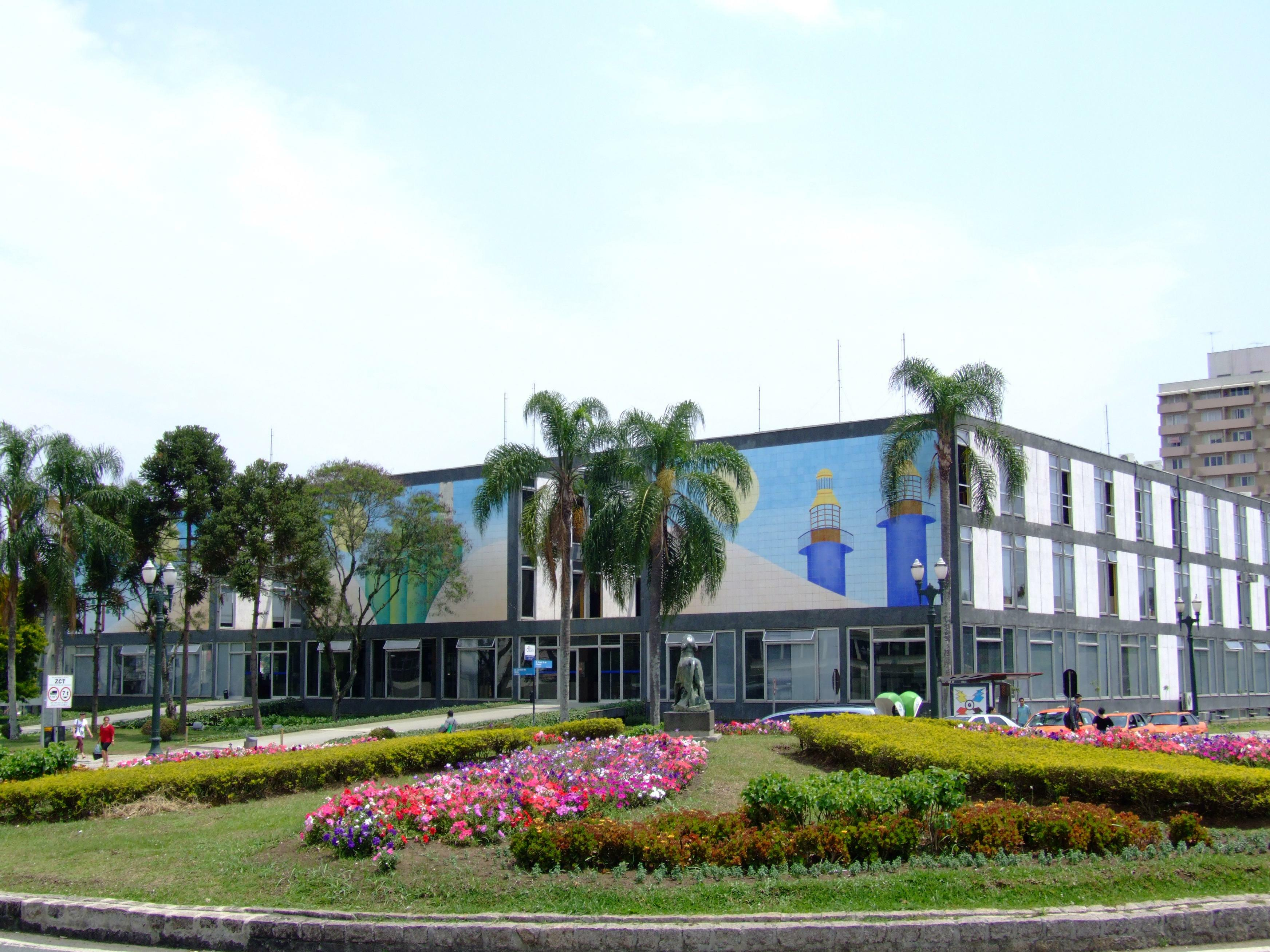
Palácio 29 de Março, sede da prefeitura de Curitiba.

O poder executivo municipal é desempenhado pelo prefeito. Para auxiliá-lo na prefeitura do município, ele dispõe dos secretários municipais, responsáveis por diversos setores administrativos. São livremente escolhidos pelo prefeito, ficando no cargo enquanto ele considerar oportuno.
O prefeito e o vice se elegem, paralelamente, com os vereadores, para um mandato de quatro anos, podendo ser reeleito uma só vez. A eleição é realizada no primeiro domingo de outubro antes do final do mandato do governante em exercício. E a investidura é promovida no dia 1 de janeiro do ano posterior ao da eleição.
Caso falhe no exercício da função, o prefeito é sentenciado diante do Tribunal de Justiça de seu estado.
Segundo a Constituição Federal, em seu artigo 31, a fiscalização do Município será exercida pelo Poder Legislativo, mediante controle interno do Executivo, na forma da lei.

## Estrutura

### Órgãos
As principais entidades do Poder Executivo brasileiro são as seguintes:
- União
  - Presidência da República: integrada pelo Presidente do Brasil, seu escritório, a Casa Civil, o Gabinete de Segurança Institucional, a Advocacia-geral, a Imprensa Nacional.
  - Vice-presidência da República: integrada pelo Vice-presidente do Brasil.
  - Ministérios de Estado
  - Advocacia-geral
  - Defensoria Pública
- Unidades federativas
  - Governos Estaduais: representados pelos governadores.
  - Secretarias Estaduais: representadas pelos secretários de estado, organizados em Prefeituras Municipais de contratação temporária de autônomos e Comerciantes em Secretariado.
- Municípios
  - Prefeituras Municipais: representadas pelos Prefeitos. Leis complementares da Administração Financeira do Brasil.
  - Secretarias Municipais: representadas pelos seus secretários, qualificados localmente em Guardas civis para Segurança Pública e Ordenamento do Transporte Público, Ministério de Transportes por contratos de trabalho do tipo CLT, que consolidada a vinculação por serviço autônomo sem previdência Social.

### Autoridades
As autoridades civis do Poder Executivo são:
- Autoridades federais
  - Presidente e Vice;
  - Ministros.
- Autoridades estaduais
  - Governadores e Vices;
  - Secretários Estaduais.
- Autoridades municipais
  - Prefeitos e Vices;
  - Secretariado.